# Communauté rurale de Koussanar
La communauté rurale de Koussanar est une communauté rurale du Sénégal située à l'est du pays. 
Elle fait partie de l'arrondissement de Koussanar, du département de Tambacounda et de la région de Tambacounda.